# Лесная цапля
Лесная цапля (лат. Zonerodius heliosylus) — вид птиц семейства цаплевых. Эндемик Новой Гвинеи. Единственный вид монотипического рода Zonerodius.

## Описание
Птицы среднего размера. Длина тела 65—71 см. У представителей вида, окрашенных в коричневый цвет и покрытых полосами, чёрный верх головы, длинный клюв, тёмно-коричневые спина и крылья. Вокализация изучена очень плохо.

## Биология
Живут по берегам водоёмов — рек, ручьёв, озёр, болот. В рацион питания входят раки и другие ракообразные (включая крабов), мелкая рыба, водные жуки, иные насекомые, змеи и прочее.
МСОП присвоил виду охранный статус NT.